# خلأ قانونی
در حقوق، خلأ قانونی به معنی موقعیتی است که در قانون، پیش‌بینی نشده است. بر پایه سیسرون، این اصطلاح با نوشتار (به لاتین: Lacuna) (به معنی "نامشخص") در دوره جمهوری روم برای حکم "اثبات نشده" در جایی که گناهکار یا بی‌گناهی متهم، مشخص نبوده به کار می‌رفته است.
راه گریز با خلأ قانونی فرق دارد. اگرچه این دو اصطلاح، بیشتر به جای یکدیگر به کار می‌روند. در راه گریز، قانونی برای رسیدگی به یک موضوع خاص وجود دارد اما خلأ قانونی درباره وضعیتی است که در آغاز آن، هیچ قانونی برای آن وضعیت خاص وجود ندارد.